# Pałacyk Balińskich-Hemplów w Radomiu
Pałacyk Balińskich-Hemplów w Radomiu – zabytkowy budynek znajdujący się w Radomiu, przy ulicy Żeromskiego 46. Obiekt jest częścią szlaku turystycznego Zabytki Radomia.

## Historia
Pałacyk Balińskich-Hemplów to zespół klasycystycznych budynków o charakterze rezydencjonalnym wzniesionych w latach 1833–1837 według projektu Stefana Balińskiego, asesora budownictwa Komisji Województwa Sandomierskiego i przeznaczonych na jego siedzibę własną. Stefan Baliński wraz z rodziną mieszkał w budynku do 1840 roku, kiedy to objął urząd budowniczego guberni warszawskiej. Pod koniec XIX wieku budynek nabył Józef Hempel, którego spadkobiercy posiadali go do 1938 roku. W okresie międzywojennym w korpusie głównym i oficynach mieściły się mieszkania, firmy i różnego rodzaju instytucje publiczne, m.in. Biblioteka Sejmikowa Powiatowego Związku Samorządowego im. Stanisława Hempla oraz Szkoła Muzyczna im. Fryderyka Chopina. W okresie PRL budynki zajmowały pracownie poligraficzne. Obecnie założenie pełni funkcje mieszkalno-handlowe. Zespół ten jest jedną z pierwszych w Radomiu klasycystycznych rezydencji mieszczańskich o charakterze reprezentacyjnym.

## Architektura
Założenie pałacowe obejmuje piętrowy korpus główny wraz z dwoma piętrowymi oficynami ujmującymi dziedziniec frontowy. Fasadę frontową korpusu głównego zdobi ryzalit zwieńczony trójkątnym tympanonem, na wysokości pierwszego piętra rozczłonkowany jońskimi pilastrami. Narożniki ryzalitu i korpusu posiadają boniowanie. Fasada ogrodowa również ozdobiona jest ryzalitem z tympanonem. Korpus główny jest budynkiem dwutraktowym, z dwubiegową klatką schodową. Piętrowe oficyny posiadają dekorację w postaci boniowanego przyziemia. Do dzisiaj nie zachowało się odgrodzenie od strony ulicy Żeromskiego.